# Simunul
Simunul ist eine Gemeinde auf den Philippinen der 4. Einkommensklasse der Provinz Tawi-Tawi. Bei der Volkszählung am 1. August 2015 wurde eine Bevölkerung von 31.223 ermittelt, großteils Muslime.
Die Sprache ist Sama, auch als Sinama oder Samal bekannt. Angeblich kamen in Simunul die ersten Muslime der Philippinen an. Die erste Moschee der Philippinen wurde dort gebaut durch Scheich Karimul Makhdum und wird Scheich Karimul Makhdum Moschee genannt. Es gibt sechs Strände in Simunul.

## Barangays
Simunul ist politisch in 15 Barangays unterteilt.
- Bakong
- Manuk Mangkaw
- Mongkay
- Tampakan (Pob.)
- Tonggusong
- Tubig Indangan
- Ubol
- Doh-Tong
- Luuk Datan
- Maruwa
- Pagasinan
- Panglima Mastul
- Sukah-Bulan
- Timundon
- Bagid